# Frederick Davidson
Frederick Davidson, noto come Freddie Davidson (26 maggio 1998), è un canottiere britannico.

## Biografia
Nel 2021 ha vinto la Grand Challenge Cup (l'evento di fascia blu della Henley Royal Regatta) remando per l'Oxford Brookes University Boat Club.
Agli europei di Monao di Baviera 2022 si è laureato campione continentale nel quattro senza con William Stewart, Matthew Aldridge e Samuel Nunn.
Ai mondiali di Račice 2022 ha vinto l'oro nel quattro senza, con i connazionali William Stewart, David Ambler e Samuel Nunn.

## Palmarès
- Giochi olimpici estivi

Parigi 2024: bronzo nel quattro senza;
- Mondiali

Račice 2022: oro nel quattro senza;
- Europei

Monao di Baviera 2022: oro nel quattro senza;